# 21785 Méchain
21785 Méchain è un asteroide della fascia principale. Scoperto nel 1999, presenta un'orbita caratterizzata da un semiasse maggiore pari a 2,7788625 UA e da un'eccentricità di 0,1707196, inclinata di 18,65686° rispetto all'eclittica.